# كهف شاندر
كهف شاندر هو كهف قديم من عصور ما قبل التاريخ في محافظة أربيل بإقليم كردستان العراق بشمال العراق. وجد في الكهف بقايا عشرٍ من النياندرتال يرجع تاريخهم إلى 65-35 ألف عام. يحتوي الكهف أيضًا على مقبرتين تعودان إلى العصر الحجري الحديث الخزفي السابق، يرجع تاريخ إحداها إلى 10,600 سنة ويحتوي على 35 فردًا.
يُعتبر شاندر 1 الأكثر شهرة من النياندرتال المكتشف، الذي نجى من العديد من الإصابات خلال حياته، وربما يرجع ذلك إلى دفاع أعضاء قبيلته عنه، وشاندر 4، الذي يرقد جسده بجانب زهرة والتي يمكن تفسيرها كدليل على ممارسة النياندرتال لطقوس الدفن أو ربما تكون مجرد تلوث حيواني.

## بقايا النياندرتال
وجدت الهياكل العشر من نياندرتال في الموقع خلال طبقة موستيرية كانت تحتوي على مئات الأدوات الحجرية منها رماح ومكشطة جانبية وعظام حيوانات كالماعز البري والسلحفاة مهمازية الورك.:16
أول تسعة من النياندرتال المكتشف (شاندر 1-9) كشف عنهم رالف سوليكي وفريق من جامعة كولومبيا بين 1957 و1961. حُمل هيكل شاندر 3 في مؤسسة سميثسونيان. وحُفظ الآخرون (شاندر 1 و2 و4-8) في العراق وربما فقدوا خلال غزو العراق عام 2003، إلا أن بعض القوالب لاتزال موجودة في سميثسونيان. في عام 2006، اكتشفت مليندا زيدير ساقًا بينما كانت تبوِّب تشكيلة العظام الحيوانية من الموقع في سميثسونيان، كانت تلك الساق وعظام القدم تعود إلى النياندرتال العاشر والمعروف حاليًا بـ«شاندر 10».

### شاندر 1
شاندر 1 هو نياندرتال ذكر بدائي معروف باسم «ناندي» كما أطلق عليه مستكشفوه. كان عمره يتراوح بين 40 إلى 50 عامًا، وهو مُسن بالنسبة إلى النياندرتال، بما يعادل 80 عامًا اليوم، وأظهر العديد من علامات التشوه. كان واحدًا من أربع هياكل كاملة من الكهف أظهرت عاهات سببتها الإصابات الجسدية. وفي حالته كانت تلك الإصابات معيقة للحياة لدرجة أنها جعلت حياته اليومية مؤلمة.
عانى شاندر 1 في فترة ما في حياته من الضرب العنيف على الجانب الأيسر من الوجه، مما تسبب في إصابة كسرية في محجر العين الأيسر وأدى إلى عمى كامل أو جزئي لعينه اليسرى. أظهر التحليل أن شاندر 1 عانى من صمم عميق، لأن مجرى الأذن اليسرى كان مسدودًا جزئيًّا وأذنه اليمنى كانت مسدودة بالعرن. كما أنه كان يعاني من أضرارًا في ذراعه اليمنى حيث انكسرت مرات عديدة وعاودت الالتئام، ولكن ذلك تسبب في النهاية في فصل أسفل الذراع واليد. يُعتقد أن ذلك بسبب خلل وراثيّ أو من مرض في الطفولة أو بسبب البتر في فترة متأخرة في الحياة. التئم الجرح ولكن الإصابة ربما تسببت في شلل على الجانب الأيمن، مما أدى إلى تشوهات في ساقيه وقدميه أدت إلى أن يمشي بعرج مؤلم.
اكتُسبت كل تلك الإصابات قبل الوفاة بفترة طويلة، نظرًا لما يظهر من التئام واسع، ويُستخدم ذلك للاستدلال على أن النياندرتال اعتنوا بالمرضى والمسنين، مما يظهر انتشار التعاون الاجتماعي بينهم.

### شاندر 2
كان شاندر 2 لذكر بالغ، مات في حادثة وقوع الصخور في الكهف، مما تسبب في كسر جمجمته وعظامه. يوجد دليل على أن شاندر 2 قد تلقى جنازة وداع بعد وفاته، حيث وجدت حزمة من الأحجار بها بعض الأحجار المصنوعة المدببة فوق قبره. كما كان هناك إشعالًا للنار في مكان الدفن.

### شاندر 3
كان شاندر 3 ذكر نياندرتال عمره بين 40 و50 عامًا، وجد في نفس مقبرة شاندر 1 وشاندر 2. تقترح الإصابة الموجودة على ضلعه الأيسر التاسع أنه مات نتيجة طعنة بأداة حادة في الصدر. يشير نمو العظام حول الجرح أن شاندر عاش بعد الطعنة على الأقل لمدة 3 أسابيع مع وجود الأداة الحادة في صدره. تستبعد تلك الطعنة محاولة إيذاء النفس، وتقترح أنه تعرض لحادثة أو إلى طعن عمدي على يد فرد آخر. تقترح الأبحاث الأخيرة أن هذه الإصابة حدثت بسبب الطعن برمح واسع المدى. ربما يُعتبر ذلك من الأمثلة الأولى على العراك الثنائي في الحفريات البشرية وهو المثال الوحيد بين النياندرتال. إن وجود الإنسان الحديث الأول، والذي كان مسلحًا بالأسلحة القاذفة، في غرب آسيا في نفس الحقبة الزمنية، يقترح قيام الصراع بينهما. عانى شاندر 3 من الداء المفصلي التنكسي في قدمه نتيجة كسر أو تمزق، مما أدى إلى تحديد حركته وألم في المفصل. يُعرض الهيكل في صالة الأصول الإنسانية في المتحف الوطني للتاريخ الطبيعي في واشنطن.

### شاندر 4 (المقبرة المزهرة)
اكتُشف هيكل شاندر 4، لذكر بالغ عمره بين 30 و45 عامًا، في سوليكي عام 1960، موضوعًا على جانبه الأيسر في وضع جنيني جزئي.
أعتُقد للعديد من السنوات أن شاندر 4 يوفر دليلًا على انتشار طقوس الدفن بين النياندرتال. جُمعت عينات التربة المحيطة بالجثمان وحُللت حبوب اللقاح في محاولة لإعادة بناء المناخ القديم والتاريخ الخضري للموقع، وحُللت جميعها بعد 8 سنوات من الاكتشاف. في عينتين من التربة بالتحديد، اكتشف أرليت لوري غورهان كُتلًا من حبوب اللقاح علاوة على حبوب اللقاح المكتشفة في الموقع، مما يقترح وجود النباتات المزهرة (أو على الأقل الرؤوس) وأنها كانت جزءً من بقايا القبر. كما تقترح دراسة أجريت على أنواع الزهور أنها كانت مختارة لأجل خصائص دوائية محددة. وجد في عينات فحص حبوب اللقاح أدلة على وجود النباتات التالية: قيصوم ألفي الأوراق وقنطريون صيفي ونوع من زهرة الشيخ والخطمية، وجميعها معروف بالقدرات العلاجية حيث تُستخدم كمدرات للبول ومحفزات ومادة قابضة علاوة على خواصها المضادة للالتهاب. يدعم ذلك اقتراحًا؛ أن هذا الفرد كان يقوم بدور الطبيب في جماعته وأنه اتسم بالقدرات الشامانية.
تقترح الأعمال الحديثة أن حبوب اللقاح دخلت التربة بفعل تأثير الحيوانات، حيث وجدت نماذج لقوارض تشبه حيوان الجربوع يُعرف بالجرذ الفارسي. كان الجرذ معروفًا بتخزين كمية كبيرة من البذور والأزهار في الجحور، استُخدمت تلك الحجة بالإضافة إلى حجة الافتقار إلى العلاج الطقوسي لبقية الهياكل العظمية في الكهف لاقتراح أن شاندر 4 دُفن بطريقة طبيعية وليست طقوسية الأصل. صرَّح بول ب. بيتيت أن «الوضع العمدي للزهور على القبر دُحض الآن تمامًا» مشددًا على أن «الفحص الحديث للبقايا الحيوانية من الطبقات التي انتزع منها القبر تقترح أن حبوب اللقاح كانت موضوعة بفعل الجرذ الفارسي، وهو أمر شائع في البقايا الحيوانية مع شاندر، ويمكننا ملاحظة نشاط الجحور اليوم». بالرغم من استنتاجاته عن عدم الوضع العمدي للأزهار، يستنتج بيتيت أن دفن شاندر، لأنه حدث منذ زمن بعيد للغاية، يمثل ممارسات جنائزية لنياندرتال.

## موقعه

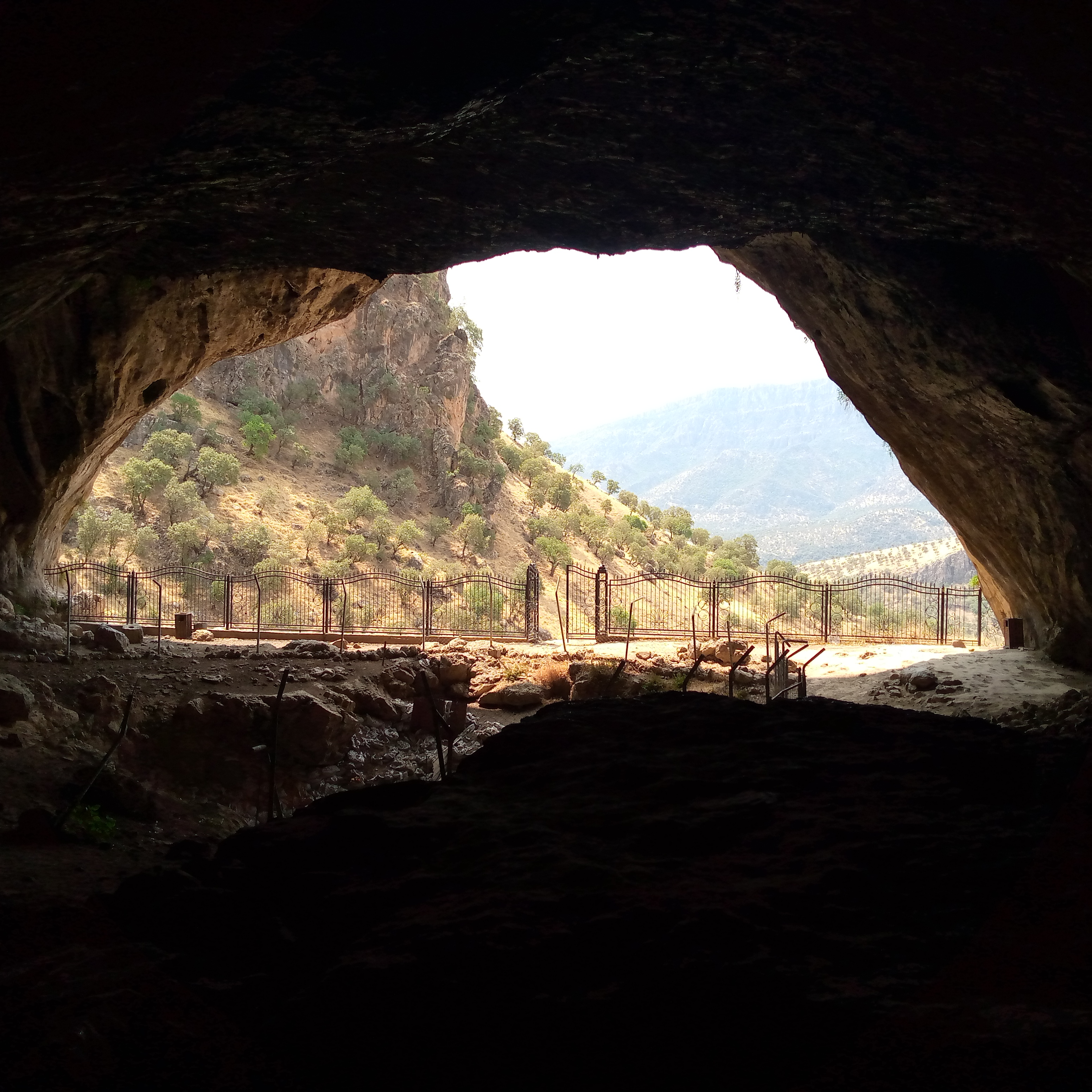
كهف شاندر 2025

يوجد هذا الكهف على جانب جبل برادوست ضمن جبال زاكروس ضمن إقليم كردستان بشمال العراق وقد تمّ التنقيب عن الكهف بين عامي 1957-1961 من قبل رالف سوليكي وفريقه من جامعة كولومبيا وأثمر عملهم عن الهياكل العظمية النياندرتالية البالغة الأولى في العراق العائدة إلى 80,000 سنة قبل الميلاد.
نتج التنقيب في هذه المنطقة عن تسع هياكل عظمية نياندرتالية لأعمار مختلفة وفي حالات مختلفة من الحفظ والكمال وحُفظت وصنفت حسب الأرقام
من شاندر1 - شاندر 9.
الفرد العاشر أُكتُشِفَ مؤخراً وقد كان هذا النياندرتال العاشر مدفوناً وفق مراسم جنائزية.
هيكل عظمي واحد مع قوالب لبقية الهياكل هي كل ما تبقى في المعهد من النتائج حيث أن الهياكل العظمية الأخرى تشتت وتفرقت في العراق.

شاندر 1

## محتوياته
في كهف شاندر عُثر على دفنة مهمة وملفتة للنظر، اشتملت على عظام حيوانية وجماجم لحوالي 15 من الماعز، وعظام وريش نسور وصقور بلغت حوالي 17 طائراً. فُصلت العظام ورتبت بوضعية مقصودة، مما ولا شك يدعو للتساؤل عن سبب الاهتمام بدفن النسور والصقور مع جماجم الماعز.

## وصلات خارجية
- صفحات شاندر السمشسونية بالإنجليزية